# Intervention ergonomique
L'intervention ergonomique est le nom donné communément à l'intervention d'un ergonome dans une organisation (entreprise, association...). Elle a pour objectif de contribuer à répondre à diverses questions liées à la sécurité des salariés et du public, aux conditions de travail et aux performances du système. L'ensemble est toujours lié à la conception d'outils et d'appareils, aux procédures, aux locaux, à l'organisation du travail, à la formation, au système de management de la sécurité, au management en général.
- la sécurité est la première préoccupation des ergonomes, surtout dans les métiers à risque (construction, police, chimie, nucléaire, aéronautique...) dans lesquels les aspects Facteurs Humains prennent de plus en plus d'importance
- des aspects de santé au travail :
  - Sur la santé physique, avec les troubles musculosquelettiques (TMS) qui touchent en France 12 à 14 % des salariés
  - Sur la santé psychique, notamment dans le cadre de situations psychosociales (stress) pouvant engendrer des syndromes anxio-dépressifs (environ 8 % des salariés)
  - des aspects de performance du système productif lui-même, un poste de travail qui n'apporterait pas de plus value à la chaîne de la valeur de l'entreprise étant forcément appelé à disparaître assez rapidement :
  - amélioration de la productivité
  - amélioration de la qualité
  - amélioration de la fiabilité
  - amélioration de la formation (qui peut évidemment aussi améliorer les conditions de travail, la sécurité, la santé).

L'intervention en ergonomie vise à transformer le travail par ses déterminants, pour atteindre ce double objectif de santé et de performance. La simple application de recommandations ergonomiques générales ne donne jamais des résultats satisfaisants d'un point de vue ergonomique (c'est valable pour les situations de travail, les sites web ou la conception d'objets du quotidien par exemple).

## Les éléments fondamentaux
La démarche ergonomique repose sur trois appuis qui lui permettent un méthodologie industrielle, c'est-à-dire à la fois rigoureuse, pragmatique et reproductible :

### Approche systémique
L'homme, le poste de travail, l'entreprise, sont des systèmes. Dans la situation de travail, l'ergonome intervient en prenant en compte l'ensemble du système (les hommes, la technique, le social...) pour appréhender avec un maximum de précision l'ensemble des interactions entre variables ayant une influence sur la sécurité, la santé des salariés, la production et la pérennité de l'entreprise.
Pour simplifier, on peut dire que l'ergonome lors de son intervention prend en compte plusieurs dimensions de l'activité humaine :
- La dimension instrumentale : c'est-à-dire les choix techniques et économiques, la stabilité du processus, les variabilités, etc.
- La dimension opérationnelle : cela recouvre l'ensemble des opérations mises en place par le salarié pour son activité (en réponse notamment aux choix techniques et aux résultats attendus). Cela concerne à la fois les éléments observables et les éléments inobservables de son comportement au travail (mise en place des savoir-faire - capacités opérationnelles, compétences), des schémas stratégiques de planification des activités, etc …).
- La dimension temporelle : L ’activité est le reflet de la construction d’une « histoire »[1]. Cela demande la prise en compte à la fois des éléments micro temporels (les histoires personnelle, collective, d’entreprise) et les éléments macro-temporels (évolutions des métiers, des compétences, des collectifs, des contenus du travail et de ses contraintes, l’état de santé passé, actuel et futur, la démographie, …).
- La dimension existentielle : la nécessité fondamentale de reconnaissance dans son travail puisque dans nos sociétés le travail est le point central de construction de l'identité sociale. L ’activité est le reflet de la construction d ’une histoire, elle construit la compétence, la santé, l ’identité. L ’activité qui cherche un passage peut devenir soit une occasion de se dépasser soit une souffrance de plus. Une activité sans conflit est une activité sans possibilité, elle provoque des moments d ’ouverture vers des zones de développements potentiels[2]

### L'utilisation de modèles
Chaque acteur de la situation de travail a son propre « modèle » du réel, sa propre vision. L'ergonome doit dans un premier temps être en mesure de repérer ces différents modèles, d'en repérer les différences, notamment la distinction entre :
- la tâche, c'est-à-dire ce que l'on demande à l'opérateur de faire, avec quels moyens, en suivant quelles procédures, et en respectant quelles contraintes...
- l'activité, compromis fait par l'opérateur entre règles de sécurité et nécessités de la performance...) pour atteindre les buts fixés par la tâche.

Cette différence entre tâche et activité (dans le sens ci-dessus) est fondamentale dans l'intervention ergonomique. Alors que les entreprises connaissent bien leurs référentiels, c'est-à-dire ce qui normalement doit être réalisé, parce que c'est dans la bible de l'entreprise,
. L'ergonome peut alors construire son propre modèle de l'activité qui lui permet entre autres de :
- Réduire le nombre d'informations et le champ d'intervention
- Décrire : le modèle peut être un moyen d'avoir des données chiffrées
- Expliquer les éléments difficilement compréhensibles pour les non spécialistes
- Simuler : le modèle peut être un moyen de faire des simulations notamment pour préparer les futures transformations du travail.

### Les représentations mentales
Tous les acteurs, des situations dans lesquels l'ergonome peut être amené à travailler, ont une représentation de la situation, de la problématique voire des solutions. Les représentations mentales déforment la réalité, l'intérêt pour l'intervenant est donc de voir ces déformations, de les analyser et de les comprendre. Elles servent souvent aux acteurs à se construire une image opérative (c'est-à-dire une image des actions à mener), il est donc important de les prendre en compte lors de la transformation du travail. Elles font partie des éléments du changement.

## Les étapes de l'intervention ergonomique
Il s'agit ici d'une description idéale et simplifié, chaque situation étant originale, les interventions sont systématiquement adaptées.

### Analyse et reformulation de la demande
Lors de cette étape initiale, l'ergonome cherche à préparer l'intervention à travers un ensemble de prise de renseignements. Il analyse la demande dans ses motivations et ses buts, il précise son positionnement et prépare avec le ou les demandeurs les éléments constitutifs de son intervention, notamment les règles de fonctionnement : anonymat des sources, restitution aux opérateurs ayant participé aux observations, accès libre aux sites, aux personnes, aux documents. Il construit en même temps sa crédibilité aux yeux du demandeur, et l'aide à réfléchir à sa propre demande (à quel moment a-t-il commencé à s'inquiéter pour le problème pour lequel il appelle, à quoi peut il le relier, etc.).

### Analyse des tâches
L'ergonome réalise une série d'entretiens avec les responsables (du site, du projet, de l'atelier, des équipes…) pour connaître leur point de vue sur la question en débat, leur rôle, les solutions qu'ils ont tentées et qui n'ont pas marché, ou les solutions qui leur ont été refusées. Il collecte généralement un ensemble de données sociales (indicateurs absentéisme, sinistralité, formation, emploi, temps de travail, rapport de CHSCT, etc.). Ces premières investigations de terrain sont souvent complétées par une revue de la littérature.
À la suite de cette première série d'entretiens, il dispose d'une meilleure connaissance des acteurs et de leurs enjeux, des représentations qu'ils ont de leurs collaborateurs, du travail produit dans l'entreprise.

### Analyse de l'activité
Cette troisième étape est la plus facile[réf. souhaitée]. Au cours de celle-ci, l'ergonome isole dans l'activité des opérateurs, les situations particulières les plus difficiles à ses yeux ou aux dires des opérateurs, celles où se produisent le plus d'erreurs ou d'accidents…[réf. souhaitée]
Dans chacune de ces situations
l'intervenant va chercher à infirmer ou confirmer ses hypothèses pour mettre à jour avec certitudes les variables de situation ayant des conséquences négatives sur le travail. Il pourra dans cette phase mettre en place des outils d'observation et de relevé extrêmement variés en fonction des besoins et des hypothèses. À l'issue de ce travail, un document de restitution pourra être remis aux demandeurs après avoir été visé par l'ensemble des acteurs ayant participé à l'intervention. Ce document servira de base pour entamer la transformation du travail conduisant à l'amélioration des conditions de travail ou du produit.

### Recherche de solutions
La recherche de solution se fait en coconception (l'expression est de Jacques Christol) avec les responsables et les ingénieurs de l'entreprise : il est hors de question pour l'ergonome de se substituer au bureau d'étude; au contraire, l'ergonome est là pour l'aider à mieux comprendre les besoins réels derrière la diversité des besoins exprimés, d'anticiper avec eux les conséquences des choix…
La méthode des scénarios (correspondant à des situations observées lors de l'analyse de l'activité), la simulation, le maquettage sont des méthodes largement utilisées aujourd'hui, où les investissements doivent être rentables au plus tôt. Ces méthodes ne sont vraiment utiles que si un spécialiste des facteurs humains est là pour assurer la conception des scénarios, la passation des tests, et l'interprétation des résultats.

### Accompagnement de la transformation
Cette ultime phase est la plus spécifique, elle peut être très différente d'une intervention à l'autre en fonction de la problématique et de la situation. Elle doit être coconstruite avec les acteurs clés.